# Ragnar Widestedt
Eric Ragnar Widestedt, född 3 maj 1887 i Njurunda församling, död 4 februari 1954 i Stockholm, var en svensk skådespelare, sångare, kompositör och regissör.
Ragnar Widestedt gick på Dramatens elevskola 1906–1907. Efter studierna medverkade han i olika turnerande teatersällskap. 1916 inledde han ett samarbete med "teaterkungen" Albert Ranft och fick sin Stockholmslansering 1918 på dennes Intima Teatern. 
Widestedt filmdebuterade 1916 i den finska filmen Tuhlaajapoika, en insats följdes av ytterligare 68 filmroller. Vid sidan av teater och film komponerade Widestedt melodier åt bland annat Nils Ferlin. En av hans kompositioner, Sjung din hela längtan ut, har sjungits in av Jussi Björling.
Han var gift med operettsångerskan Gudrun Folmer-Hansen 1920–1928 och far till skådespelaren Gerd Widestedt. Ragnar Widestedt är begravd på Sundsvalls Gustav Adolfs kyrkogård.

## Filmografi i urval
- 1916 – Tuhlaajapoika
- 1917 – Allt hämnar sig
- 1917 – Skuggan av ett brott
- 1919 – Dunungen
- 1920 – Herrskapet Stockholm ute på inköp
- 1930 – Den farliga leken
- 1931 – Lika inför lagen
- 1931 – Trådlöst och kärleksfullt
- 1931 – En kvinnas morgondag
- 1931 – Skepparkärlek
- 1931 – Trötte Teodor
- 1932 – Jag gifta mig – aldrig
- 1932 – Service de nuit
- 1932 – Lyckans gullgossar
- 1933 – Luftens Vagabond
- 1933 – Hemslavinnor
- 1933 – Hemliga Svensson
- 1935 – Kanske en gentleman
- 1935 – Äktenskapsleken
- 1936 – Spöket på Bragehus
- 1937 – En flicka kommer till sta'n
- 1937 – En sjöman går i land
- 1937 – Adolf Armstarke
- 1937 – Familjen Andersson
- 1938 – Kamrater i vapenrocken
- 1938 – Milly, Maria och jag
- 1938 – På kryss med Albertina
- 1938 – Karriär
- 1938 – Du gamla du fria
- 1939 – Adolf i eld och lågor
- 1939 – Melodin från Gamla stan
- 1939 – Filmen om Emelie Högqvist
- 1940 – Åh, en så'n advokat
- 1940 – Med dej i mina armar
- 1940 – Vi tre
- 1940 – Alle man på post
- 1940 – ... som en tjuv om natten
- 1940 – Snurriga familjen
- 1940 – Hjältar i gult och blått
- 1940 – Karusellen går
- 1941 – Livet går vidare
- 1941 – Fröken Kyrkråtta
- 1941 – Lärarinna på vift
- 1941 – Tåget går klockan 9
- 1942 – En trallande jänta
- 1942 – I gult och blått
- 1942 – Morgondagens melodi
- 1942 – Halta Lottas krog
- 1943 – Herr Collins äventyr
- 1943 – Aktören
- 1943 – En flicka för mej
- 1944 – En dotter född
- 1944 – Mitt folk är icke ditt
- 1944 – Den osynliga muren
- 1945 – Trötte Teodor
- 1946 – Pengar - en tragikomisk saga
- 1950 – Loffe blir polis
- 1951 – Livat på luckan
- 1952 – Adolf i toppform

### Regi, urval
- 1923 – Hemslavinnor
- 1931 – En kärleksnatt vid Öresund
- 1933 – Hemslavinnor
- 1935 – Äventyr i pyjamas

## Teater

### Roller (ej komplett)
| År   | Roll                  | Produktion                                                            | Regi               | Teater                  |
| ---- | --------------------- | --------------------------------------------------------------------- | ------------------ | ----------------------- |
| 1918 | Kristian Weegard      | Narren Peter Egge Rune Carlsten                                       | Rune Carlsten      | Intima teatern          |
| 1918 | Charles Surface       | Skandalskolan Richard Brinsley Sheridan                               | Einar Fröberg      | Intima teatern          |
| 1919 | Hugo                  | Ett experiment Hjalmar Bergman                                        | Einar Fröberg      | Intima teatern          |
| 1919 | Ragnar Brovik         | Byggmästare Solness Henrik Ibsen                                      | Einar Fröberg      | Intima teatern          |
| 1919 | Excellensen Spalati   | Furstens återkomst August Brunius                                     | Einar Fröberg      | Intima teatern          |
| 1919 | Sebastian Pasquale    | En gammal ungkarls moral William J. Locke                             | Albert Ståhl       | Intima teatern          |
| 1919 | Greve Liliencron      | Hertiginnans halsband Wolfgang Polaczek och Hugo Schönbrunn           | Knut Nyblom        | Vasateatern             |
| 1920 |                       | Ska vi - eller inte? Jens Locher                                      | Knut Nyblom        | Vasateatern             |
| 1920 | Kapten Rymill         | Mrs Taradines inkvartering F. Tennyson Jesse och Harold Marsh Harwood | Knut Nyblom        | Vasateatern             |
| 1921 | Harry Glenister       | En fransysk visit Reginald Berkeley                                   | Nils Johannisson   | Vasateatern             |
| 1921 |                       | Dansflugan Marcel Gerbidon och Paul Armont                            | Knut Nyblom        | Vasateatern             |
| 1921 | Henri Rimbout         | Jag måste ha Adrienne Louis Verneuil                                  | Knut Nyblom        | Vasateatern             |
| 1922 |                       | Tredje skottet Channing Pollock                                       | Nils Johannisson   | Vasateatern             |
| 1923 | Charlindrey           | Andra bröllopsnatten Maurice Hennequin                                | Knut Nyblom        | Vasateatern             |
| 1923 | Mandry                | Bläckplumpen Ernest Vajda                                             | Knut Nyblom        | Vasateatern             |
| 1923 |                       | Hasard Alfred Savoir                                                  | Knut Nyblom        | Vasateatern             |
| 1923 | Berger                | Jag är skyldig dig en hustru Yves Mirande och Henri Géroule           | Knut Nyblom        | Vasateatern             |
| 1924 |                       | På hal is Franz Arnold och Ernst Bach                                 | Knut Nyblom        | Vasateatern             |
| 1924 |                       | Krokodilen Karl Strecker                                              | Knut Nyblom        | Vasateatern             |
| 1924 | Pinglet               | Borgmästarinnan (La presidente) Maurice Hennequin och Pierre Veber    | Albert Ranft       | Vasateatern             |
| 1924 |                       | Lilla Busses bröllop Richard Kessler                                  | Knut Nyblom        | Vasateatern             |
| 1924 | Fadern                | Hans oäkta dotter Pierre Chaine                                       | Knut Nyblom        | Vasateatern             |
| 1925 | Bulldoggen Drummond   | Bulldoggen Sapper (pseudonym för H. C. McNeile)                       | Ragnar Widestedt   | Vasateatern             |
| 1925 | Mr Wantaga            | Fröken X, Box 1742 Cyril Harcourt                                     | Rune Carlsten      | Djurgårdsteatern        |
| 1926 | Medverkande           | Slag i slag, revy Emil Norlander                                      |                    | Södra Teatern           |
| 1926 | Medverkande           | Kör till Södran, revy                                                 |                    | Södra Teatern           |
| 1926 | Medverkande           | Mina damer och herrar, revy Svasse Bergqvist & C:o                    |                    | Södra Teatern           |
| 1928 | Steve Crandall        | Broadway Philip Dunning och George Abbott                             | Mauritz Stiller    | Oscarsteatern           |
| 1930 | Sandross              | Bruden Stuart Oliver och George M. Middleton                          | Rune Carlsten      | Oscarsteatern           |
| 1931 | Vaktposten            | Lilla Katarina (La Petite Catherine) Alfred Savoir                    | Ernst Eklund       | Komediteatern           |
| 1936 | Bankdirektören        | Cassini de Paris Rudolf Lothar och Hans Adler                         | Harry Roeck Hansen | Vasateatern             |
| 1937 | Julien Marines        | Min son ministern André Birabeau                                      | Martha Lundholm    | Vasateatern             |
| 1938 | Brukspatron           | Värmlänningarna Fredrik August Dahlgren och Andreas Randel            | Ernst Eklund       | Skansens friluftsteater |
| 1942 | John Graham Whitfield | Natten till den 17 januari (Night of January 16th) Ayn Rand           | Per-Axel Branner   | Nya Teatern             |

### Regi
| År   | Produktion                                      | Teater      |
| ---- | ----------------------------------------------- | ----------- |
| 1924 | Trettio dagar Augustus Thomas                   | Vasateatern |
| 1924 | Vår lilla fru Avery Hopwood                     | Vasateatern |
| 1925 | Bulldoggen Sapper (pseudonym för H. C. McNeile) | Vasateatern |

## Radioteater

### Roller
| År   | Roll           | Produktion            | Regi               |
| ---- | -------------- | --------------------- | ------------------ |
| 1941 | Doktor Alinder | John Blundqvist Berco | Carl-Otto Sandgren |